# Guerra ottomano-safavide (1603-1618)
La guerra ottomano-safavide (1603–1618) fu combattuta fra la Persia safavide e l'Impero ottomano sotto Ahmed I. Iniziò nel 1603 e si concluse con una decisiva vittoria dei safavidi nel 1618. Alla fine della guerra, la Persia ristabilì la sua sovranità sul Caucaso, sulla Mesopotamia e sull'Anatolia orientale.

## Antefatto
A partire dal 1514, per più di un secolo l'Impero ottomano e la Persia safavide si scontrarono in una lotta costante per il controllo del Caucaso meridionale e della Mesopotamia. I due stati rappresentavano all'epoca le maggiori potenze dell'Asia occidentale e la loro rivalità era alimentata da una serie di differenze dogmatiche: gli ottomani erano musulmani sunniti, mentre i safavidi erano sciiti della setta dei Qizilbash ed erano pertanto visti come eretici dai turchi.

## La guerra

### L'attacco safavide ed i primi successi (1603-1604)

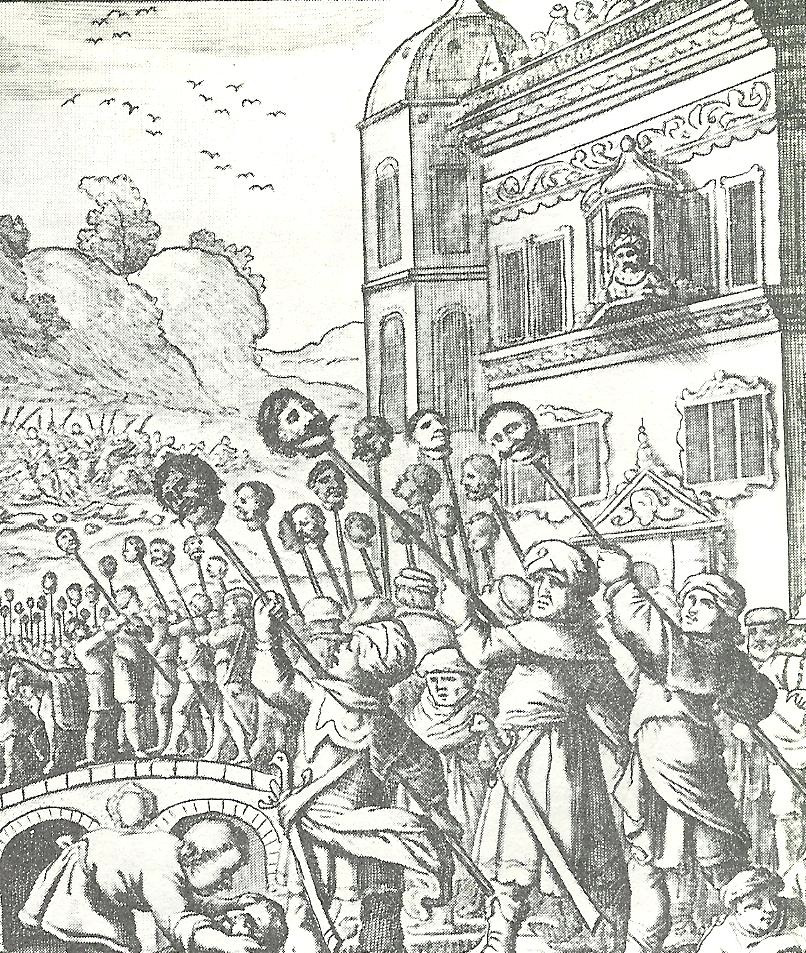
Disegno raffigurante la presa di Tabriz e la presentazione delle teste dei soldati ottomani allo scià Abbas I di Persia. Disegno di viaggiatore europeo del 1603.

Come risultato della Guerra ottomano-safavide (1578-1590) gli ottomani riuscirono a stabilire un dominio solido sull'Azerbaigian e sul Caucaso sino al Mar Caspio.
Abbas I aveva recentemente portato avanti delle riforme nell'esercito safavide attraverso la competenza del viaggiatore inglese Robert Shirley ed all'influenza del favorito ghulam dello scià, il cancelliere Allahverdi Khan.
Quando Abbas I decise di attaccare gli ottomani per riprendersi i territori persi durante l'ultima guerra, gli ottomani erano impegnati sul fronte europeo con la Lunga guerra turca iniziata nel 1593. Successivamente, gli ottomani rimasero impegnati nell'Anatolia orientale per via delle Rivolte Jelali ed in quella di Karayazıcı (1598-1602) Istanbul, la capitale dell'Impero ottomano era in tumulto dall'inizio del 1603 per via di tensioni createsi tra i giannizzeri e gli sipahi che vennero temporaneamente placate solo per intervento del sultano.
Per questo, l'attacco safavide del 26 settembre 1603 prese gli ottomani di sorpresa e li costrinse a combattere su due fronti tra loro molto distanti. Abbas I dapprima riprese Nahavand e ne distrusse la fortezza che gli ottomani avevano programmato di utilizzare come base per avanzare in Iran. L'esercito safavide fu in grado di catturare Tabriz il 21 ottobre 1603. Per la prima volta, gli iraniani utilizzarono la loro artiglieria e la città cadde poco dopo. I cittadini locali azeri accolsero i safavidi come liberatori e mossero pesanti rappresaglie nei confronti dei turchi ottomani sconfitti che occupavano la loro città. Molti turchi caddero nelle mani degli invasori e vennero prontamente decapitati. I safavidi entrarono a Nakhchivan in quello stesso mese dopo che la città venne evacuata dagli ottomani. Posero quindi assedio a Erevan il 15 novembre 1603, catturando poi Tbilisi, Kartli e Kakheti.

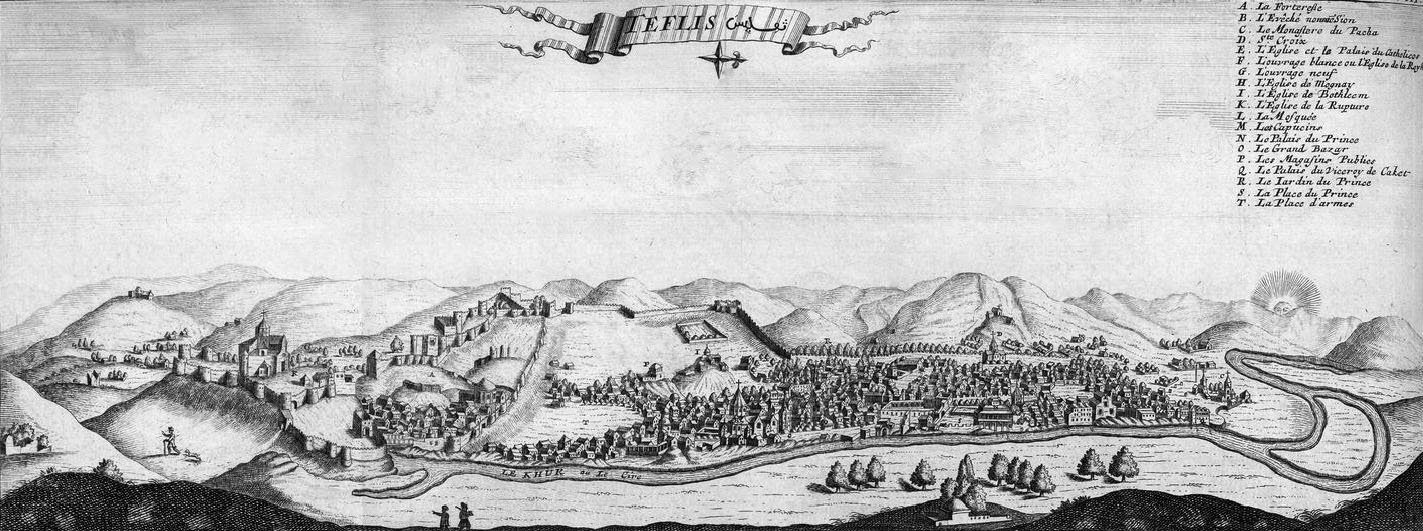
Veduta di Tbilisi in un disegno del viaggiatore francese Jean Chardin, XVII secolo

### L'inconcludente contrattacco ottomano (1604-1605)

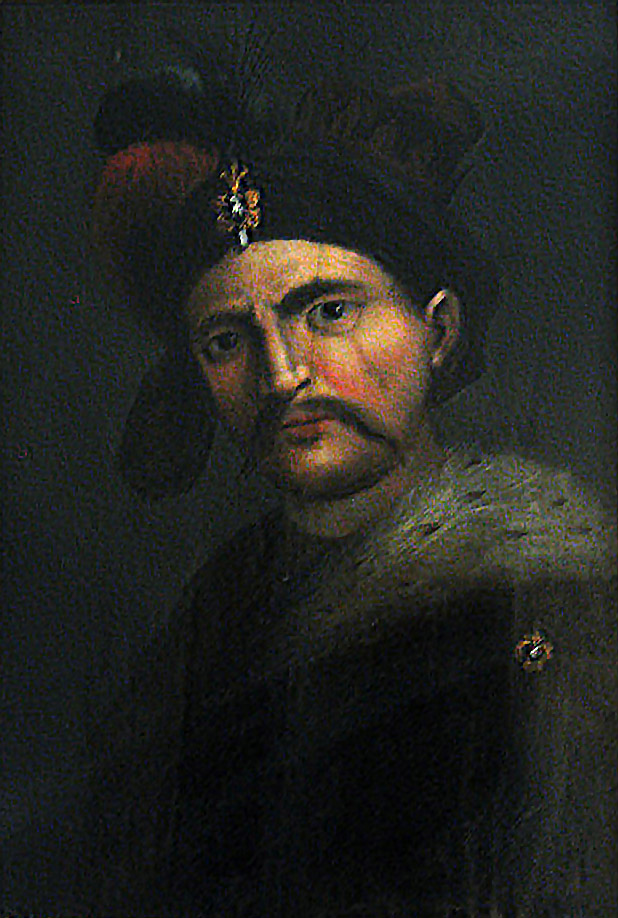
Lo scià Abbas I di Persia.

Pur dovendo affrontare il disastro sul fronte orientale, Mehmed III morì il 20 dicembre 1603 all'età di 37 anni. Il nuovo sultano Ahmed I che aveva appena 13 anni nominò Cigalazade Yusuf Sinan Pasha quale comandante dell'esercito orientale che marciò da Istanbul il 15 giugno 1604, periodo molto avanzato per condurre una campagna militare nell'anno. Sino al raggiungimento del fronte l'8 novembre 1604, l'esercito safavide aveva già catturato anche Erevan e stava avanzando verso Kars prima di fermarsi ad Akhaltsikhe. Il generale turco, prendendo come scusa la stagione, studiò le forze persiane di Abbas I e decise di non attaccare rimanendo a Van sino alla fine dell'inverno. L'avanzata dei safavidi, ad ogni modo, lo costrinse a marciare verso Erzurum. Il periodo di inattività creò risentimento tra i soldati turchi.
La sua campagna del 1605 fu un insuccesso e le forze che guidò a Tabriz soffrirono una pesante sconfitta presso le coste del Lago Urmia il 9 settembre 1605. Questa fu la prima vittoria schiacciante dei safavidi contro gli ottomani nella loro storia. In questa battaglia Abbas I utilizzò la sua predominante cavalleria per ottenere il vantaggio necessario a sconfiggere gli ottomani che persero 20 000 uomini. Kose Sefer Pasha, Beylerbey di Erzurum, agì indipendentemente dalle direttive ricevute e finì catturato dalle forze safavidi. Cağaloğlu dovette ritirarsi nella fortezza di Van in direzione di Diyarbakır. Questi ordinò l'esecuzione di Canbulatoğlu Hüseyin Pasha accusandolo di aver portato in ritardo i rinforzi agli ottomani. Sinan morì nel corso di questa grande ritirata nel dicembre del 1605 e Abbas I fu in grado di liberare Ganja, Baku, Shirvan e Shamakhi in Azerbaigian nel giugno del 1606.

### Gli ottomani sul fronte interno ed occidentale (1605-1609)
Gli ottomani si focalizzarono quindi sul fronte occidentale e sulla campagna del 1605 contro il Sacro Romano Impero al comando del gran visir Sokolluzade Lala Mehmed Pascià che migliorò la situazione in Ungheria e portò alla firma della Pace di Zsitvatorok nel 1606. Ahmed I nominò Lala Mehmed Pasha qual nuovo comandante del fronte orientale ma questi morì improvvisamente il 25 giugno 1606.
L'assenza di un effettivo esercito ottomano creò un vuoto di potere nel fronte orientale dell'Impero. Per questo, l Rivolte Jelali raggiunsero il loro zenith e Tavil Ahmed catturò Harput mentre suo figlio Mehmed detronizzò l'autorità ottomana a Baghdad e sconfisse le forze ottomane al comando di Nasuh Pascià che era stato inviato a restaurare l'ordine nel moderno Iraq. Baghdad venne ripulita dai ribelli solo nel 1607 mentre Fakhr-al-Din II estendeva la sua autorità sul Libano e sulla Siria occidentale grazie all'alleanza con un altro ribelle, Canbulatoğlu Ali Pasha, che cambiò l'autorità del sultano ad Adana.
Con l'avvento della pace sul fronte occidentale l'Impero ottomano si dedicò al fronte orientale. L'esercito al comando del gran visir Kuyucu Murad Pascià decise di schiacciare le ribellioni come prima cosa per riprendere i territori dei safavidi. Migliaia di anatolici vennero uccisi durante il periodo di Murad Pascià nel corso di queste campagne (1607-1609).

### Il secondo contrattacco ottomano e la pace (1610-1612)
Quando l'ordine venne restaurato, Murad Pascià marciò contro Abbas I che era a Tabriz nel 1610. Anche se i due eserciti si scontrarono a Acıçay, a nord di Tabriz, non si ebbero veri e propri scontri. Per problemi logistici, i rifornimenti e l'inverno imminente spinsero Murad Pasha a ritirare le sue forze a Diyarbakır. Ingaggiata una corrispondenza diplomatica con Abbas I per la pace, morì il 5 agosto 1611 all'età di più di 90 anni.
Nasuh Pasha venne nominato nuovo gran visir e comandante delle armate orientali ottomane. Anch'egli si dedicò ai negoziati di pace ed accettò le proposte dei safavidi nel 1611. Il Trattato di Nasuh Pasha venne siglato il 20 novembre 1612. L'accordo assicurò i confini come erano al 1555 alla Pace di Amasya. Shah Abbas ad ogni modo, venne costretto ad inviare 200 blocchi di seta grezza annualmente come tributo.

### La pace vulnerabile (1612-1615)
In pratica il Trattato di Nasuh Pasha era poco più di una tregua, dal momento che gli ottomani rimasero comunque determinati a conquistare tutti i territori safavidi e pertanto nel giro di breve scoppiò la guerra ancora una volta.
Tra il 1612 ed il 1615, Abbas I si rifiutò di inviare la seta dovuta e questo creò il pretesto per la ripresa delle ostilità. L'esercito safavide fu in grado di restaurare la propria autorità sui principati della Georgia orientale.

### Ancora guerra (1615-1618)

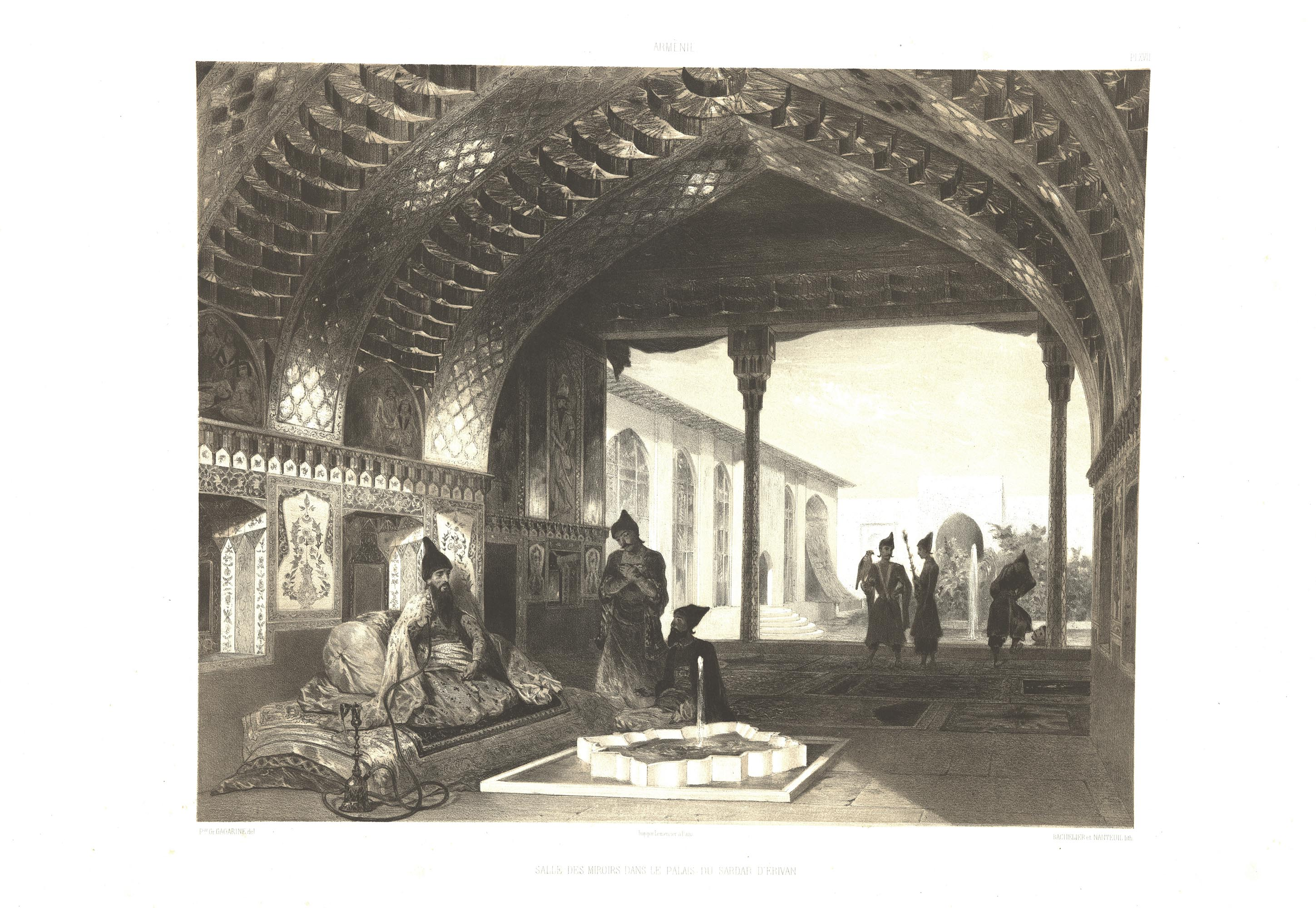
L'interno del castello di Yerevan

Gli ottomani decisero di proseguire nella guerra nel 1615. Il gran visir Öküz Mehmed Pascià venne nominato comandante della campagna che venne posticipata al 1616. Quest'azione diede ai safavidi sufficiente tempo per rafforzare le loro fortezze al confine. L'emissario safavide a Istanbul tornò in Iran a mani vuote.
Nell'aprile del 1616, Öküz Mehmed Pascià marciò da Aleppo verso Kars, rafforzando il castello ed inviando due forze separate a Erevan ed a Nihavand che era stata presa dai safavidi nel 1603 poco dopo la caduta di Tabriz. Poco dopo, guidò le proprie armate a Yeravan, sconfiggendo una piccola forza safavide e muovendo assedio alla città. Gli ottomani non disponevano di adeguata artiglieria e pertanto ebbero le perdite maggiori. Öküz Mehmed Pascià lasciò l'assedio e si ritirò a Erzurum. Per questo suo fallimento, venne licenziato e rimpiazzato da Damat Halil Pascià il 17 novembre 1616 il quale venne inviato sul fronte orientale a capeggiare l'esercito.
Quando Damat Halil Pascià procedette verso il fronte della Crimea conquistò Ganja, Nakhchivan e Julfa. Il 1617 trascorse senza significativi fatti d'arme.
Il trono di Istanbul aveva subito dei cambiamenti nel frattempo. Ahmed I era morto il 22 novembre 1617 ad appena 27 anni e questa sua morte prematura creò dei problemi nell'Impero. Molti erano ora i principi eleggibili al sultanato e tutti vivevano al Palazzo Topkapı. Una fazione della corte capeggiata da Şeyhülislam Esad Efendi e da Sofu Mehmed Pascià (che rappresentavano il gran visir che non si trovava ad Istanbul) decise di incoronare Mustafa al posto del figlio di Ahmed, Osman. Fu la prima volta che a un sultano ottomano succedeva un fratello anziché un figlio. Dopo un breve regno Mustafa, malato di mente, venne detronizzato nel 1618 ed al suo posto Osman II salì al trono.

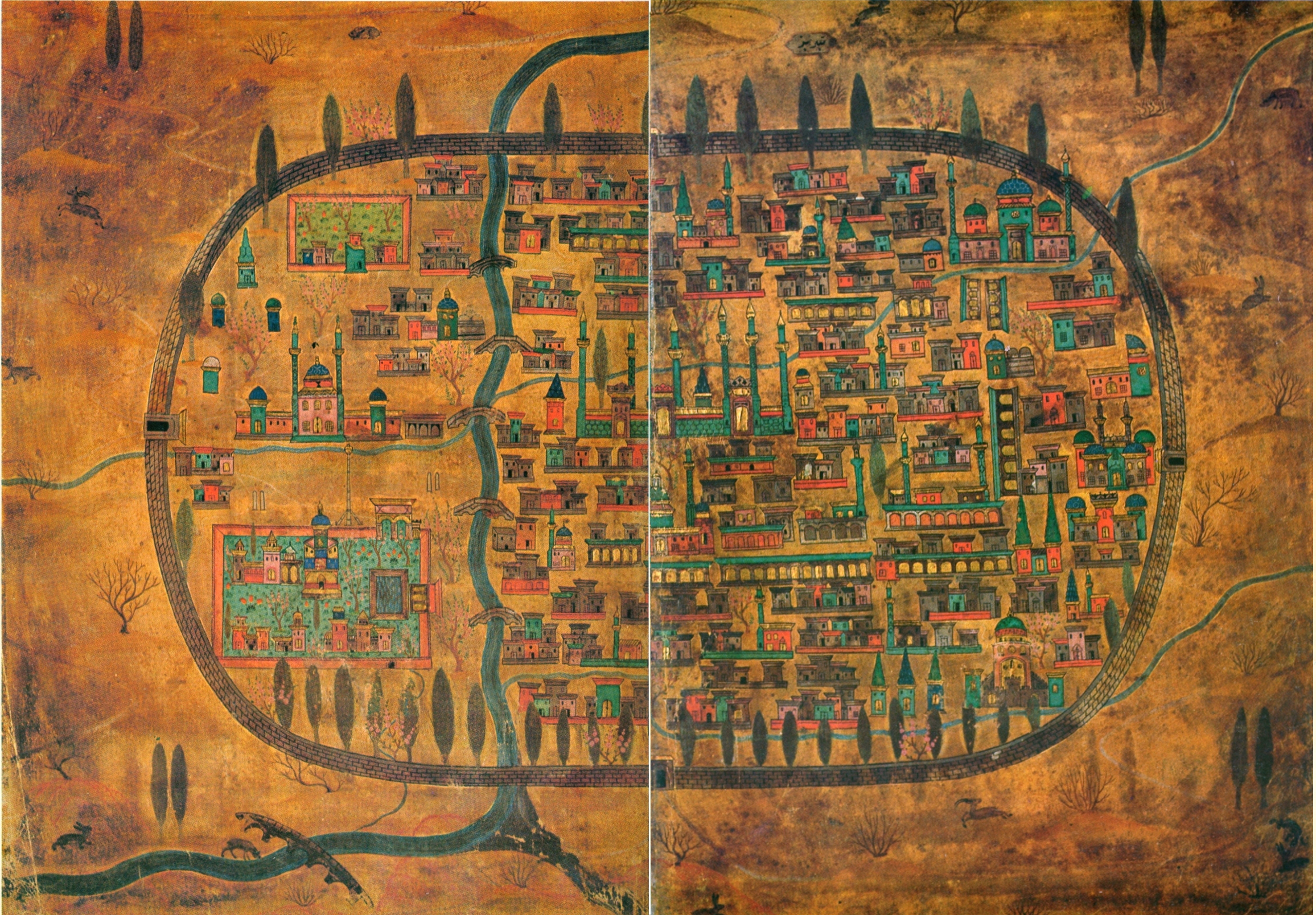
Mappa del XVI secolo di Tabriz, schizzo di Matrakçı Nasuh.

Osman II designò Öküz Mehmed Pascià ancora una volta al ruolo di comandante del fronte orientale. Abbas seppe dei piani ottomani di invadere la Persia attraverso l'Azerbaijan e prese pertanto Tabriz e da qui si mosse verso Ardabil e Qazvin. Lo scià decise di tendere quindi una trappola ai suoi nemici: permise agli ottomani di penetrare nel paese per poi distruggerli. Fece evacuare Tabriz dei suoi abitanti ed attese ad Ardabil col suo esercito. Nel 1618, l'armata ottomana di 100 000 uomini comandati dal gran visir in persona, invase e pese possesso facilmente di Tabriz. Il visir inviò un ambasciatore allo scià chiedendo la pace e la restituzione delle terre ai confini del 1603. Abbas si rifiutò ed aggiunse di essere pronto a incendiare Ardabil piuttosto che a lasciare che ricadesse in mano agli ottomani. Quando il visir seppe della notizia, decise di marciare verso Ardabil. Questo era precisamente quello che voleva Abbas. Con la sua armata di 40 000 uomini al comando di Qarachaqay Khan si era nascosto e tese un'imboscata a Sarab il 10 settembre 1618, che si concluse con una completa vittoria per i persiani. Il beylerbey di Rumelia, Diyarbakır e Van furono tra le migliaia di uomini che persero la vita.
Il nuovo gran visir Damat Halil Pascià prese il comando dell'esercito e continuò l'invasione. Quando gli ottomani cercarono di minacciare Ardabil i safavidi accettarono la pace.
I termini del trattato erano i medesimi del trattato di Nasuh Pasha ma con minori rettifiche sul confine. Anche l'annuale tributo venne ridotto da 200 a 100 blocchi di seta grezza.